# Bataille de Tabouk
Batailles de Mahomet - Guerres arabo-byzantines
Batailles
La bataille de Tabouk (arabe : غزوة تبوك, Ghazwat Tabūk) est une expédition militaire, qui, selon les biographies musulmanes, a été conduite par Mahomet en octobre 630 de notre ère. À la tête d'une troupe qui comptait bien 30 000 hommes, il marcha vers le nord en direction de Tabouk, dans le nord-ouest de l'actuelle Arabie saoudite, avec l'intention d'attaquer l'armée byzantine.

## Sources
Bien qu'il ne s'agisse pas d'une bataille au sens ordinaire, s'il s'agit d'un événement historique, il marque, avec la bataille de Mu'tah, le début des guerres arabo-byzantines. Il n'existe pas de récit byzantin contemporain des événements, et une grande partie des détails provient de sources musulmanes tardives. Compte tenu de ce fait et du fait que les armées ne se sont jamais rencontrées, certains érudits occidentaux ont mis en doute l'authenticité des détails entourant l'événement, alors que dans le monde arabe, il est communément admis comme historique.

## Nombre de combattants
Pour les historiens, le chiffre de 30 000 combattants aux côtés de Mahomet est peu vraisemblable, tout comme la cohabitation de quelque 30 000 chevaux et dromadaires, alors qu'il est connu que ces animaux ne se supportent pas entre eux. Le chiffre de 3 000 à 5 000 combattants est beaucoup plus plausible, partagés en deux groupes, ou même, plusieurs : l'un avec des chevaux, les autres avec des dromadaires. Les chevaux étaient certainement moins nombreux, car à l'époque, ils étaient chers, et au contraire des dromadaires, en plein désert, ils devaient boire beaucoup d'eau.

## La bataille
À l'époque, une conquête du Moyen-Orient byzantin était envisageable, du fait de la lassitude des habitants locaux (Syriens et Mésopotamiens) qui voyaient des guerres incessantes avec l'Empire sassanide, de lourds prélèvements d'impôts, et prélèvements agricoles. Ainsi, par exemple, le blé égyptien était purement confisqué par les Byzantins, ce qui entraînait des famines chez les habitants locaux, et des épidémies (peste, choléra). Ainsi, entre 630 et 649, dates des conquêtes du Moyen-Orient (Palestine, Syrie, Mésopotamie) et Égypte, par les troupes arabes, ces dernières étaient reçues et acclamées en libératrices, car elles amenaient avec elles la paix, la fin des guerres avec l'Empire sassanide, la protection des récoltes agricoles, une tolérance religieuse, et surtout, une certaine stabilité.     
L'expédition aurait eu lieu dans la neuvième année du calendrier musulman. Selon Ar-Rahīq al-Makhtum, une hagiographie islamique moderne de Mahomet due à l'auteur musulman indien Saif-ur Rahman Mubarakpuri, Héraclius, l'empereur byzantin qui régnait alors, avait jugé qu'il était urgent d'arrêter la croissance de la puissance musulmane et était d'avis qu'il fallait conquérir l'Arabie avant que les musulmans devinssent trop puissants et fussent à même de s'emparer des territoires arabes voisins ou d'y semer le trouble. Selon les récits musulmans, l'empereur aurait rassemblé une immense armée de soldats byzantins et de tribus ghassanides pro-romaines pour lancer une attaque militaire décisive contre les musulmans.

## Sources et références
- (en) Cet article est partiellement ou en totalité issu de l’article de Wikipédia en anglais intitulé « Battle of Tabouk » (voir la liste des auteurs).

1. ↑  Voir, par exemple, Bowersock, Glen Warren, Peter Robert Lamont Brown et Oleg Grabar Late Antiquity: A Guide to the Postclassical World (1999, Harvard University Press) p. 597, qui notent que de nombreux détails entourant la vie de Mahomet, tels que présentés dans les biographies, posent problème à certains égards, surtout parce qu'ils représentent une tradition narrative en évolution constante qui est susceptible de s'être développée oralement pendant une période considérable avant d'être consignée par écrit sous une forme relativement fixe. Dans l'idéal, on aimerait être en mesure de contrôler ces récits grâce à des témoignages contemporains... Le fait est qu'il n'existe pas de témoignage pertinent archéologique, épigraphique ou numismatique datant de l'époque de Mahomet, pas plus qu'il n'y a de références à lui dans les sources non musulmanes datant de la période antérieure à 632. En outre, on lit chez Nadia Maria El-Cheikh dans Byzantium Viewed by the Arabs (2004, Harvard University Press) p. 5 : « Un problème majeur pour examiner les premiers contacts entre Byzance et l'Oumma musulmane primitive découle de la controverse qui concerne le récit islamique traditionnel [...] Les sources ne sont pas contemporaines des événements qu'elles prétendent relater et parfois ont été écrites plusieurs siècles plus tard. Ces sources contiennent des choses difficiles à concilier, des anachronismes, des divergences et des contradictions. En outre, beaucoup d'entre elles montrent des inventions et des embellissements évidents, introduits pour servir les desseins de l'apologétique politique ou religieuse. »
2. ↑  Version anglaise: Mubarakpuri, The Sealed Nectar, p. 272. Version française: Moubarakfawri, Le Nectar Cacheté (Ar-Raheeq Al-Makhtoum): La biographie du Prophète (1st Ed. 1999), p. 582-583.